# Cordia perroyana
Cordia perroyana là loài thực vật có hoa trong họ Mồ hôi. Loài này được Urb. & Ekman mô tả khoa học đầu tiên năm 1929.